# Transformada de Box-Mulle

Visualització de la transformada Box-Muller: els punts de colors del quadrat de la unitat (u1, u2), dibuixats com a cercles, s'assignen a un gaussià 2D (z0, z1), dibuixat com a creus. Els gràfics als marges són les funcions de distribució de probabilitat de z0 i z1. z0 i z1 són il·limitats; semblen estar en [-2.5,2.5] a causa de l'elecció dels punts il·lustrats. Al fitxer SVG, passeu el cursor per sobre d'un punt per ressaltar-lo i el punt corresponent.

La transformada de Box-Muller, de George Edward Pelham Box i Mervin Edgar Muller, és un mètode de mostreig de nombres aleatoris per generar parells de nombres aleatoris independents, estàndard, distribuïts normalment (esperança zero, variància unitària), donada una font de forma uniforme. nombres aleatoris distribuïts. De fet, el mètode va ser esmentat explícitament per primera vegada per Raymond EAC Paley i Norbert Wiener el 1934.
La transformada de Box-Muller s'expressa habitualment de dues formes. La forma bàsica donada per Box i Muller pren dues mostres de la distribució uniforme a l'interval [0,1] i les assigna a dues mostres estàndard distribuïdes normalment. La forma polar pren dues mostres d'un interval diferent, [−1,+1], i les assigna a dues mostres distribuïdes normalment sense l'ús de funcions sinus o cosinus.
La transformada Box-Muller es va desenvolupar com una alternativa computacionalment més eficient al mètode de mostreig de transformació inversa. L'algorisme zigurat ofereix un mètode més eficient per als processadors escalars (p. ex. CPU antigues), mentre que la transformada Box-Muller és superior per als processadors amb unitats vectorials (p. ex. GPU o CPU modernes).

## Forma bàsica
Suposem que U 1 i U ₂ són mostres independents escollides de la distribució uniforme de l'interval unitari (0,1). Cal fer
{\displaystyle Z_{0}=R\cos(\Theta )={\sqrt {-2\ln U_{1}}}\cos(2\pi U_{2})\,}
i
{\displaystyle Z_{1}=R\sin(\Theta )={\sqrt {-2\ln U_{1}}}\sin(2\pi U_{2}).\,}
Aleshores Z0 i Z1 són variables aleatòries independents amb una distribució normal estàndard.
La derivació es basa en una propietat d'un sistema cartesià bidimensional, on les coordenades X i Y es descriuen per dues variables aleatòries independents i distribuïdes normalment, les variables aleatòries per a R2 i Θ (mostrades a dalt) en el polar corresponent. Les coordenades també són independents i es poden expressar com
{\displaystyle R^{2}=-2\cdot \ln U_{1}\,}
i
{\displaystyle \Theta =2\pi U_{2}.\,}
Com que R2 és el quadrat de la norma de la variable normal bivariada estàndard (X ,Y), té la distribució chi quadrat amb dos graus de llibertat. En el cas especial de dos graus de llibertat, la distribució chi quadrat coincideix amb la distribució exponencial, i l'equació de R2 anterior és una manera senzilla de generar la variable exponencial requerida.